# Acosta-Okoizta
Pour les articles homonymes, voir Acosta.
Acosta en espagnol ou Okoizta ou Akosta en basque (officiellement Acosta - Okoizta) est une commune ou une contrée appartenant à la municipalité de Zigoitia dans la province d'Alava, située dans la Communauté autonome basque en Espagne.